# Gulab Singh

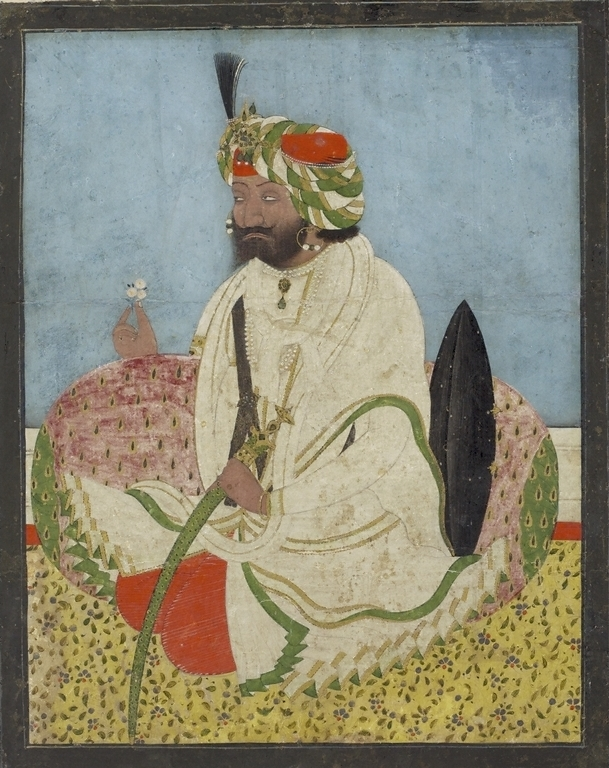
Maharadja Gulab Singh rond 1846. Miniatuur met bladgoud en waterverf op papier, Victoria and Albert Museum.

Maharadja Gulab Singh (Dogri: गुलाब सिंह; Jammu, 18 oktober 1792 - Srinagar, 30 juni 1857) was een Indiaas vorst (raja) uit de Dogradynastie, die oorspronkelijk heerste over de stad Jammu, maar zijn gebied door middel van oorlog en diplomatie sterk wist uit te breiden. Gulab Singh was achtereenvolgens een vazal van het Sikhrijk en van Brits-Indië. Oorspronkelijk was hij een trouwe vazal van sikhkeizer Ranjit Singh. Na diens dood raakte hij door de intrige en corruptie aan het hof van Lahore zijn invloed kwijt. Desondanks wist hij de macht te houden over een groot gebied ten noorden van Punjab, onder andere door in het geheim een bondgenootschap met de Britten te sluiten. Volgens het Verdrag van Amritsar aan het einde van de Eerste Sikhoorlog werd Gulab Singh de eerste maharadja van Jammu en Kasjmir. Deze nieuwe vorstenstaat besloeg een groot oppervlak waar uiteenlopende etnische groepen wonen, bij elkaar gebracht door de militaire successen van de maharadja. Gulab Singhs afstammelingen zouden het gebied tot in het midden van de 20e eeuw besturen.

## Militaire carrière
Gulab Singh was de zoon van Kishore Singh, een lid van de Jamwal, een Rajput-stam die tot de Dogra's hoort. Hij was een ver familielid van de toenmalige raja van Jammu, Jit Singh. Gulab Singh werd opgevoed door zijn grootvader, die hem de kunsten van oorlogsvoering en paardrijden bijbracht. In 1808 onderwierp maharadja ("keizer") Ranjit Singh, de Sikh-heerser van de Punjab, de stad Jammu na een korte strijd. De toen 16-jarige Gulab Singh vocht mee bij de verdediging van de stad. Vanaf 1809 diende hij in het leger van de Sikhkeizer, waarvan de raja van Jammu een vazal geworden was. Als Rajput van hoge komaf werd hij bevelhebber van een contingent van de cavalerie. Omdat maharadja Ranjit Singh voortdurend bezig was zijn rijk uit te breiden kreeg de jonge Dogra-officier genoeg kansen zich te onderscheiden. In 1816 speelde hij een belangrijke rol bij de verovering van Multan, en in hetzelfde jaar leidde hij op eigen initiatief de verovering van Reasi.
In hetzelfde jaar kwam het tot een ruzie tussen de raja van Jammu en de Sikhkeizer. De raja werd afgezet en vluchtte naar Brits Indië. Ranjit Singh annexeerde Jammu en stelde een gouverneur aan. In 1820 gaf de keizer het gebied in erfelijk leen aan Kishore Singh als beloning voor zijn verdiensten. In 1821 veroverde Gulab Singh Rajouri op Aghar Khan en Kishtwar op raja Tegh Muhammad Singh. Ook sloeg hij een opstand tegen de sikhs onder zijn stamgenoten neer.
Toen Kishore Singh in 1822 stierf wees de Sikhkeizer Gulab Singh aan als opvolger. In het Sikhrijk konden naast sikhs ook hindoes hoge posities bekleden. Twee broers van Gulab Singh, Dhyan Singh en Suchet Singh, en een neef, Hira Singh, kregen belangrijke posities aan het hof van de maharadja. Behalve de steun van de Sikhkeizer ontving Gulab Singh ook de steun van de in ballingschap levende voormalige raja, Jit Singh, zodat hij nu naast heerser over Jammu ook onbetwist leider van de Jamwal Dogra's werd.

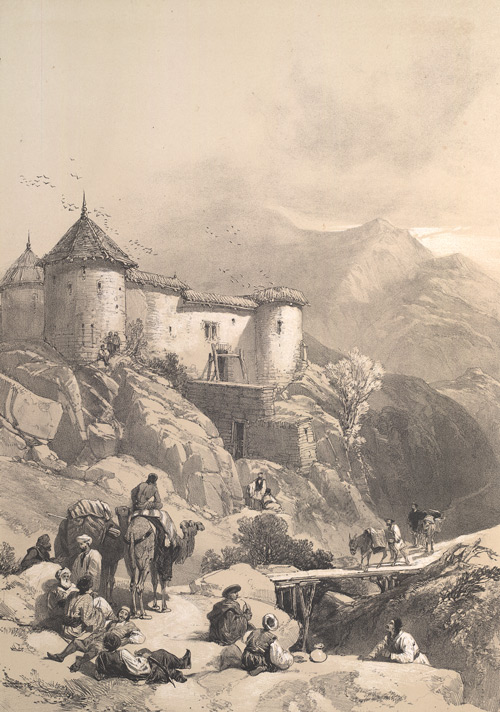
Bergfort van maharadja Gulab Singh, tekening: James Duffield Harding, 1846.

In het daaropvolgende decennium toonde Gulab Singh zich een trouw vazal. Zo vergezelde hij met zijn troepen de sikh-generaal Hari Singh Nalwa bij diens veldtocht tegen Afghaanse plunderaars onder Sayyid Ahmed in 1827. Tussen 1830 en 1839 vertrouwde maharadja Ranjit Singh hem de jigar van de zoutmijnen in het noorden van de Punjab toe, met daarbij de plaatsen Bhera, Jhelum, Rohtas en Gujrat.

## Campagnes in de Himalaya
Gulab Singh ging zich steeds meer als onafhankelijk vorst gedragen en breidde zijn gebied uit naar het noorden. Deze veldtochten stonden onder leiding van Zorawar Singh, zijn beste generaal. In 1835 trok het Dogra-leger over de Grote Himalaya om de Suruvallei en Kargil te veroveren. Vanaf Kargil werd vervolgens Ladakh onderworpen. In 1840 volgde de verovering van Baltistan. De gouverneur van Kasjmir, Mehan Singh, raakte verontrust door deze gebiedsuitbreidingen. De Dogra's hadden in Baltistan een aantal semi-zelfstandige gebieden onderworpen, die daarvoor bondgenoten van Kasjmir waren. Door Zorawar Singhs veroveringen was Kasjmir bovendien van drie kanten ingesloten door Dogra-gebied. 
Onder druk van de sikhs zag Gulab Singh zich genoodzaakt verdere veroveringen naar het noordwesten te staken. In plaats daarvan richtte hij zijn aandacht op Tibet in het noordoosten. In mei 1841 marcheerden 5000 Dogra-troepen onder Zorawar Singh naar de Tibetaanse grens. Daarbij sloten zich nog troepen uit Kishtwar, Baltistan en Ladakh aan, zodat het leger in totaal ongeveer 7000 man sterk moet zijn geweest. De Tibetaanse verdedigers werden samen met hun Chinese bondgenoten gemakkelijk verslagen en de Dogra's rukten zo'n 700 km op. Ze rukten op tot het fort van Taklakot, in de buurt van het Manasarovarmeer, tot de Tibetaanse winter inzette. Een gebrek aan voorraden en extreme kou braken de Dogra's op. Veel soldaten verloren ledematen aan gangreen en verbrandden de kolven van hun geweren om zich warm te houden.
Op 12 december 1841 zetten de Tibetanen en Chinezen de aanval in. Het gedemoraliseerde Dogra-leger leidde een verpletterende nederlaag en Zorawar Singh sneuvelde. Enkele overlevenden vluchtten over de bergen naar Brits Indië. Gulab Singh, die op dat moment met het sikhleger op veldtocht was in Afghanistan, werd door de Britten op de hoogte gebracht van het verlies. De Tibetanen hadden de Dogra's teruggedreven tot in Ladakh en belegerden Leh. De hulptroepen kwamen net op tijd om ze uit Ladakh te verdrijven. De Tibetanen leden in augustus 1842 een grote nederlaag in de Slag van Chushul, waarna een vredesverdrag getekend waarbij de grenzen tussen Tibet en Dogra-gebied werden vastgelegd.

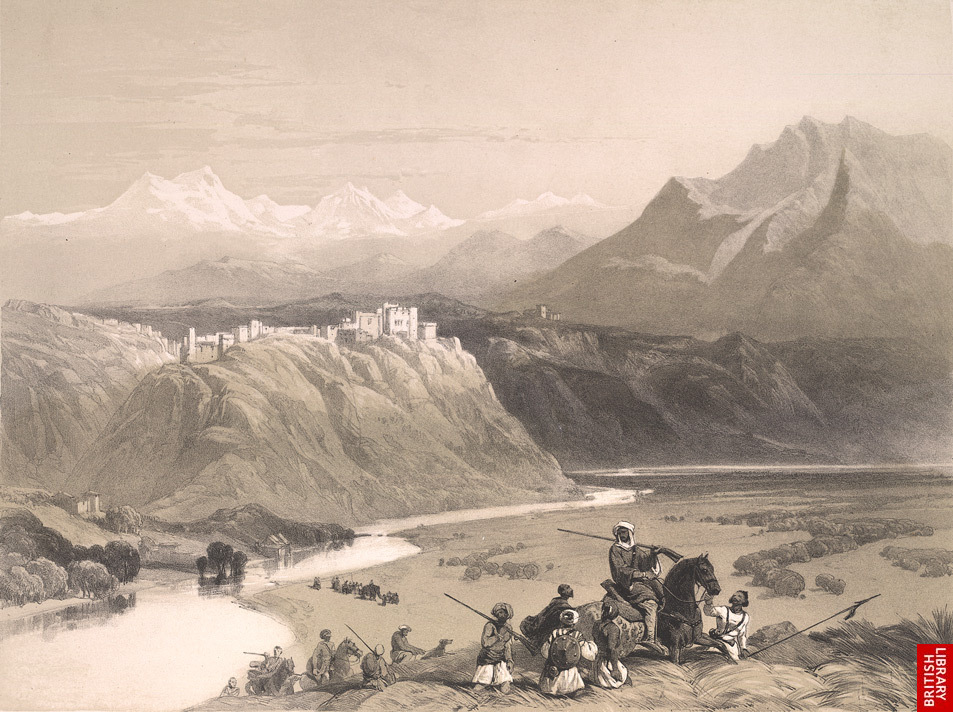
Het kasteel van Gulab Singh boven de rivier de Chenab. Tekening uit het midden van de 19e eeuw.

## Intriges in Lahore
Na de dood van maharadja Ranjit Singh in 1839 volgden jaren van strijd om de opvolging. Een reeks zwakke maharadja's zorgde ervoor dat de werkelijke macht bij invloedrijke hovelingen als Gulab Singh en diens familie kwam te liggen. Ranjit Singhs oudste zoon en opvolger Kharak Singh regeerde slechts enkele maanden. Toen de nieuwe maharadja in 1840 probeerde de macht van de Dogra's te breken werd hij afgezet en omgebracht. Zijn zoon werd naar voren geschoven als opvolger maar stierf onder verdachte omstandigheden. Daarop verjoeg Sher Singh, een andere zoon van Ranjit Singh, Gulab Singh en zijn troepen uit Lahore. Gulab Singh nam echter wel een groot deel van de schatkist mee naar Jammu. De Dogra's sloten vrede met Sher Singh, waarbij Dhyan Singh als vizier (eerste minister) werd aangesteld. 
Sher Singh en Dhyan Singh werden in 1843 beiden vermoord bij een mislukte coup door de Sandhawalia, een andere groep invloedrijke hovelingen. De Dogra's stelden vervolgens de 7-jarige Dalip Singh, de jongste zoon van Ranjit Singh, aan als marionet. De werkelijke macht lag in handen van de wizir, Gulab Singhs neef Hira Singh. Ook deze werd echter vermoord, in 1844.

## Maharadja van Jammu en Kasjmir
Door de intriges, moorden en de toenemende corruptie kwam het bestuur van het Sikhrijk steeds meer in financiële problemen. Het leger dreigde in opstand te komen omdat de khalsa (Sikh-strijders) geen soldij meer ontvingen. In 1844 vielen de sikhs Jammu aan om de schatten die hij in 1840 uit Lahore had meegenomen terug te krijgen. Hoewel de sikhs er niet in slaagden Jammu te veroveren, werd Gulab Singh wel gedwongen een flinke schatting te betalen. Hij besloot daarop in het geheim met de Britten te gaan onderhandelen.
De Britten hadden ondertussen hun ogen op de Punjab laten vallen en verplaatsten steeds meer troepen naar de grens tussen Brits-Indië en het Sikhrijk. Schermutselingen aan de grens in 1845 leidden tot de Eerste Sikhoorlog, die voor de sikhs fataal zou aflopen. Hoewel Gulab Singh de sikhs troepen stuurde, leverde hij in het geheim strategische informatie aan de Britten. Toen de sikhs in de Slag bij Sobraon verslagen werden en de Britten hun hoofdstad Lahore bezetten, kreeg Gulab Singh van de sikhs de opdracht de overgave te bespreken met de Britten. In plaats van voor de sikhs te onderhandelen, eiste hij van de Britten een beloning voor zijn steun tijdens de oorlog. De Britten, die onvoldoende troepen hadden om het gebied van de sikhs geheel bezet te houden, besloten Gulab Singh te benoemen tot maharadja van Jammu. Ook verkochten ze de Kasjmirvallei aan Gulab Singh. Met het vredesverdrag (het Verdrag van Lahore) ontstond zodoende de vorstenstaat Jammu en Kasjmir.
Begrijpelijkerwijs voelden de sikhs zich verraden door Gulab Singh. De vizier van de Punjab, Lal Singh, zette de gouverneur van Kasjmir aan tot een opstand tegen de Dogra's. Met behulp van Britse troepen onder Herbert Benjamin Edwardes sloeg Gulab Singh de opstand in 1846 neer. In het daarop opgestelde Verdrag van Amritsar werd de status van Gulab Singh als maharadja van Jammu en Kasjmir bevestigd.
Nu Gulab Singh de grenzen van zijn gebied door verdragen met de Britten, sikhs en Tibetanen had vastgelegd, bleef alleen de noordwestelijke grens onduidelijk. In 1850 veroverden de Dogra's de plaats Chilas. Twee jaar later verloren ze de plaats Gilgit aan de raja van Yasin.

## Dood en nalatenschap
In 1857 stierf maharadja Gulab Singh. Hij werd opgevolgd door zijn zoon Ranbir Singh, onder wiens heerschappij Gilgit werd heroverd.
Vanaf de dood van Gulab Singh zou in Jammu en Kasjmir bijna een eeuw lang vrede heersen. De Dogradynastie bleef Jammu en Kasjmir tot 1948 regeren. In 1947 werd Brits Indië onafhankelijk in de vorm van twee nieuwe staten: Pakistan en India. De bevolking van de vorstenstaat bleek echter uit zulke etnisch en religieus uiteenlopende groepen te bestaan, dat er geen eenduidige keuze voor aansluiting bij een van beide staten gemaakt kon worden. Gulab Singhs verre nakomeling, maharadja Hari Singh, stelde de keuze uit in de hoop zelfstandig te kunnen blijven. De islamitische bewoners van Baltistan en Kasjmir kwamen vervolgens in opstand en verklaarden zich bij Pakistan aan te sluiten. Dit leidde tot de Eerste Kasjmiroorlog, waarin Jammu en Kasjmir de facto verdeeld werd over India en Pakistan.